# African Independent Congress
Het African Independent Congess (AIC) is een Zuid-Afrikaanse politieke partij, opgericht in 2005.

## Oprichting
Het African Independent Congress werd op 12 september 2005 opgericht in Matatiele als protest tegen het indelen van de gemeente Matatiele bij de provincie Oost-Kaap in plaats van bij KwaZoeloe-Natal. Deze beslissing van het ANC werd vastgelegd in de 12de herziening van de Zuid-Afrikaanse grondwet en werd na een rechtszaak over een eventuele grenswijziging nogmaals bevestigd in de 13de herziening van de grondwet. 

## Deelname aan verkiezingen
Het AIC nam voor het eerst deel aan de gemeenteraadsverkiezingen van 2006, waarbij het 10 zetels won in de gemeente Matatiele, maar na de gemeenteraadsverkiezingen van 2011 moest de partij daarvan 3 terug afgeven, wat hun totaal op 7 zetels bracht. Wel wist het AIC na de verkiezingen van 2009 voor het eerst een zetel te bemachtigen in de provincieraad van de Oost-Kaap. 
Na de nationale verkiezingen van 2014 behaalde het AIC een nationale score van 0,53%, maar doordat er in Zuid-Afrika geen kiesdrempel geldt, wist de partij toch 3 zetels te bemachtigen in het Zuid-Afrikaanse lagerhuis. Ook de zetel in de provincieraad van de Oost-Kaap werd behouden. Omdat de partij maar in twee van de negen provincies opkwam, werd verondersteld dat het maar een kleine, regionale partij zou zijn, maar analisten vermoeden dat de partij veel stemmen van het ANC heeft kunnen wegsnoepen door hun gelijkaardige logo en naam. 
Bij de gemeenteraadsverkiezingen van 2016 daalde hun aantal zetels in Matatiele verder, maar voor het eerst kwamen ze in veel meer gemeentes op, 55 in totaal, verspreid over acht van de negen provincies.